# Wenningstedt-Braderup (Sylt)
Wenningstedt-Braderup (Sylt) (północnofryz. Woningstair-Brääderep, duń. Venningsted-Brarup) – niemiecka gmina uzdrowiskowa w kraju związkowym Szlezwik-Holsztyn, w powiecie Nordfriesland, wchodzi w skład Związku Gmin Landschaft Sylt. Leży na wyspie Sylt.